# Трапезников, Сергей Павлович
Сергей Павлович Трапезников (19.02.1912, Астрахань — 12.03.1984, Москва) — советский партийный деятель и историк. Член ЦК КПСС (1966—1984). Депутат Верховного Совета СССР 7—10-го созывов. Доктор исторических наук (1957), профессор (1960), член-корреспондент Академии наук СССР по Отделению истории (история СССР) (23.12.1976).

## Биография
В 1929—1934 годах на комсомольской работе в Средневолжском крае, в начале 1930-х годов получил инвалидность (по одной из версий, попал в автокатастрофу, по другой — подвергся нападению крестьян — противников коллективизации). Член ВКП(б) с 1931 года. В 1935—1942 годах секретарь районных комитетов ВКП(б) Пензенской области, в 1942—1944 годах заведующий сельскохозяйственным отделом Пензенского областного комитета ВКП(б). В 1946 году окончил экстерном исторический факультет Московского педагогического института им. В. И. Ленина и Высшую партийную школу при ЦК ВКП(б). В 1946—1948 годах аспирант Академии общественных наук при ЦК ВКП(б).
В 1948—1956 годах — директор Республиканской партийной школы при ЦК КП Молдавии, одновременно главный редактор журнала «Коммунист Молдавии». В 1955 году защитил докторскую диссертацию «Коллективизация крестьянских хозяйств и организационно-хозяйственное укрепление колхозов (1927—1934 гг.). На материалах важнейших зерновых районов РСФСР Сев.-Кавказского, Нижне-Волж. и Сред.-Волж. краев». В 1956—1960 годах — помощник секретаря ЦК КПСС Л. И. Брежнева. В 1960—1965 годах — проректор Высшей партийной школы при ЦК КПСС по научной работе.
В 1965—1983 годах — заведующий Отделом науки и учебных заведений ЦК КПСС. Согласно некоторым утверждениям, возглавил кампанию по реабилитации Сталина, которая все интенсивнее проводилась в 1965—1966 годах.
Как замечает Н. А. Митрохин, отдел науки в Аппарате ЦК стал самым консервативным идеологическим отделом, будучи  при Трапезникове очищен от "либералов"

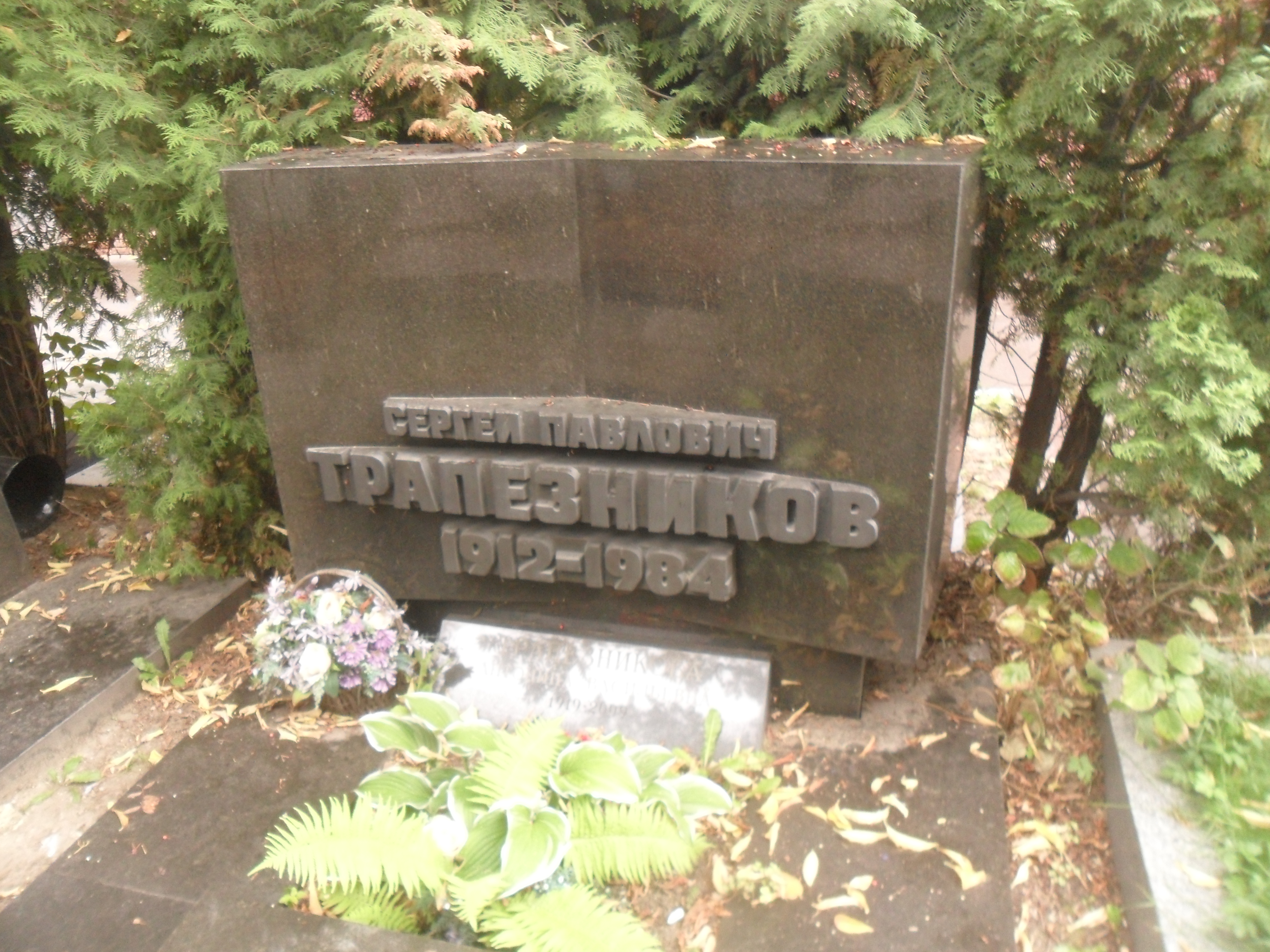
Могила С. П. Трапезникова на Новодевичьем кладбище Москвы

Не пользовался уважением среди интеллигенции. Известен эпизод с провалом его избрания в члены АН СССР в 1966 году; несмотря поддержку со стороны П. Н. Поспелова и успешное голосование в Отделении истории, на общем собрании Академии против утверждения кандидатуры выступил нобелевский лауреат И. Е. Тамм. Утверждается, что его избрание в члены-корреспонденты десять лет спустя состоялось после получения заверения, что он никогда не будет претендовать на звание академика, хотя уже на следующих выборах в 1979 году академики И. И. Минц и А. Л. Нарочницкий выдвинули С. П. Трапезникова в действительные члены АН СССР.
Избирался депутатом Совета Союза Верховного Совета СССР 7-го созыва от Латвийской ССР (1966—1970) и Совета Национальностей Верховного Совета СССР 8-го, 9-го и 10-го созывов (1974—1984) от Украинской ССР (1974—1984).
Награждён двумя орденами Ленина, тремя другими орденами, а также медалями. С августа 1983 года на пенсии.
Похоронен в Москве на Новодевичьем кладбище.

## Отзывы
В воспоминаниях академика А. Д. Сахарова упоминается об эпизоде, ставшем ему известным со слов самого Трапезникова, предположительно раскрывающем причины опеки последнего со стороны Брежнева: «Трапезников вспомнил, как в начале 30-х годов он — тогда совсем молодой комсомолец — был мобилизован на борьбу с саранчой в Поволжье. Он ехал в машине, вместе с другими. Неожиданно, на большой скорости, дверца открылась — ни он, Трапезников, ни водитель не проверили, надежно ли она была закрыта. Водителем был тогда тоже молодой Леонид Брежнев. Трапезников выпал, получил тяжелую травму — разрыв спинных мышц (или связок, я не понял). Он несколько месяцев пролежал в больнице, потом вышел и был назначен секретарем райкома КПСС, кажется в Горьковской области. Но болезнь вновь обострилась, он опять должен был лечь в больницу — на два года неописуемых, как он говорит, мучений. Это его спасло — два его преемника, так же как предшественник, были арестованы и, вероятно, погибли. Брежнев же не забыл молодого парня, в несчастье которого он, видимо, чувствовал себя отчасти виноватым, или просто ему сочувствовал».
По свидетельству Гавриила Попова, Трапезников «хорошо разбирался в истории греков». Попов, грек по национальности, вспоминал: «Когда возникал вопрос о моей работе в ЦК партии, я пришел к Трапезникову… Он мне сказал: „Скорей всего, предки мариупольских греков, ныне живущих в Советском Союзе, никогда не жили в Греции. Они были выходцами из Трои и Милета и оттуда приехали в Крым. Две тысячи лет назад. Зачем вы пишетесь греками? Языка-то греческого вы не знаете…“».
«Человек крайне невежественный, явный сталинист, он был тогда одиозной фигурой, его дважды провалили на выборах в члены-корреспонденты Академии наук», — так характеризовал его в своих воспоминаниях Рой Медведев.
По словам В. А. Медведева, сменившего Трапезникова на должности заведующего отделом науки ЦК, «это желчный, больной человек, абсолютно оторванный от реальной жизни, жил в мире идей и представлений, сформировавшихся ещё в 30-е годы. Он явно считал себя чуть ли не главным истолкователем истории и идеологии партии и пытался навязать свои представления общественным наукам, не гнушаясь методами разноса и разгрома неугодных людей».
Карен Брутенц называл Трапезникова «воинствующим реакционером»: 
Трапезников при обсуждении [проекта Отчетного доклада ЦК на XXIII съезде] произнес бессмертную фразу: «Империализм обнаглел политически, экономически и идеологически». Говорил и о том, что «нужна генеральная линия на мировую революцию».
Анатолий Черняев называл Трапезникова «черносотенцем». 
Нет Трапезников не такой уж дурак, хотя и фанатик.

## Основные работы
- Ленин и Сталин о социалистическом преобразовании сельского хозяйства. Кишинев, 1949;
- Семнадцатая Конференция ВКП(б). — М.: Госполитиздат, 1950;
- Борьба партии большевиков за коллективизацию сельского хозяйства в годы первой сталинской пятилетки. М.: Госполитиздат, 1951;
- История Молдавской ССР. Т. 2 / Молд. филиал Акад. наук СССР, Ин-т истории, языка и литературы. — Кишинев : Шкоала советикэ, 1955 (редактор)
  - История Молдавской ССР. Т. 2. От Великой Октябрьской социалистической революции до наших дней . — 2-е изд., перераб. и доп. — Кишинев: Картя молдовеняскэ, 1968 (отв. редактор);
- Колхозный строй — великое завоевание партии и народа. М.: Знание, 1958;
- Исторический опыт КПСС в социалистическом преобразовании сельского хозяйства. М.: Госполитиздат, 1959;
- Коммунистическая партия в период наступления социализма по всему фронту. Победа колхозного строя в деревне. (1929—1932). — М.: Изд-во ВПШ и АОН, 1960 (2-е изд. 1961);
- Ленинизм и аграрно-крестьянский вопрос. М.: Мысль, 1967 (тт. 1-2; 2-е изд. 1974, 1981, 3-е изд. 1983);
  - Т. 1. Аграрный вопрос и ленинские аграрные программы в трех русских революциях. М., 1963;
  - Т. 2. Исторический опыт КПСС в осуществлении ленинского кооперативного плана. М.: Мысль, 1965;
- На крутых поворотах истории: из уроков борьбы с ревизионизмом внутри марксистско-ленинского движения. М.: Мысль, 1971 (2-е изд. 1972);
- Общественные науки — могучий идейный потенциал коммунизма. М.: Политиздат, 1974;
- Интеллектуальный потенциал коммунизма. М.: Политиздат, 1976.